# Estimateur (statistique)
Pour les articles homonymes, voir Estimateur.
 (novembre 2022).

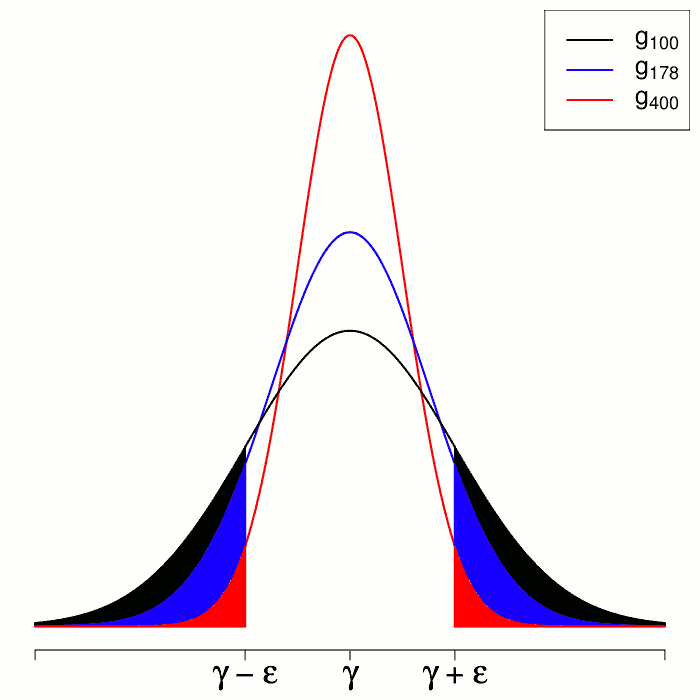
Visualisation d'un estimateur consistant d'une quantité gamma. Plus la taille de l'échantillon (ici 100, 178, 400) est grande, plus la variance de l'estimateur diminue, meilleure est l'estimation du paramètre.

En statistique, un estimateur est une fonction des observables permettant d'estimer une caractéristique d'une loi de probabilité telle que ses moments (comme son espérance ou sa variance). Il peut par exemple servir à estimer certaines caractéristiques d'une population totale à partir de données obtenues sur un échantillon comme lors d'un sondage. La définition et l'utilisation de tels estimateurs constitue la statistique inférentielle.
La qualité des estimateurs s'exprime par leur convergence, leur biais, leur efficacité et leur robustesse. Diverses méthodes permettent d'obtenir des estimateurs de qualités différentes.

## Illustrations de la notion
Si l'on cherche à évaluer la taille moyenne des enfants de 10 ans, on peut effectuer un sondage sur un échantillon de la population des enfants de 10 ans (par exemple en s'adressant à des écoles réparties dans plusieurs milieux différents). La taille moyenne calculée sur cet échantillon, appelée moyenne empirique, est un estimateur de la taille moyenne des enfants de 10 ans.
Si l'on cherche à évaluer la surface totale occupée par la jachère dans un pays donné, on peut effectuer un sondage sur plusieurs portions du territoire de même taille, calculer la surface moyenne occupée par la jachère et appliquer une règle de proportionnalité.
Si l'on cherche à déterminer le pourcentage d'électeurs décidés à voter pour le candidat A, on peut effectuer un sondage sur un échantillon représentatif. Le pourcentage de votes favorables à A dans l'échantillon est un estimateur du pourcentage d'électeurs décidés à voter pour A dans la population totale.
Si l'on cherche à évaluer la population totale de poissons dans un lac, on peut utiliser la méthode CMR (Capture-marquage-recapture) : on commence par ramasser n poissons, on les bague pour pouvoir les identifier ultérieurement, les relâche, les laisse se mélanger aux autres poissons. On tire alors un échantillon de poissons du lac, on calcule la proportion p de poissons bagués. La valeur n/p est un estimateur de la population totale de poissons dans le lac. S'il n'y a aucun poisson bagué dans l'échantillon, on procède à un autre tirage.
Un estimateur est très souvent une moyenne, une population totale, une proportion ou une variance.

## Définition formelle
Soit {\displaystyle (\Omega ,{\mathcal {F}},\mathbb {P} )} un espace de probabilité. On s'intéresse à une variable aléatoire X de loi de probabilité inconnue.
On suppose que l'on va réaliser plusieurs observations (n observations) de cette variable aléatoire.
Formellement, observer n fois la réalisation de la variable X est équivalent à observer une seule fois la réalisation d'un n-uplet (X1, ..., Xn) de variables indépendantes et identiquement distribuées qui suivent la même loi que X. Ce n-uplet est appelé un échantillon à n éléments de la variable aléatoire X.
On cherche à estimer un paramètre θ qui dépend de la loi de X (par exemple son espérance ou sa variance). Pour cela, on définit un estimateur {\displaystyle {\hat {\theta }}(X)}. Il est lui-même une variable aléatoire car il est une fonction (disons {\displaystyle f}) de la variable échantillon qui est le n-uplet (X1, ..., Xn) défini ci-dessus. Ainsi :
{\displaystyle {\hat {\theta }}(X)=f(X_{1},X_{2},\dots ,X_{n})}
Par exemple, un estimateur de l'espérance (ou moyenne) de X est : 
{\displaystyle {\frac {1}{n}}(X_{1}+X_{2}+\dots +X_{n})}. Comme on l'a dit cet estimateur est une variable aléatoire et pour cet exemple on peut nommer cette variable "espérance de l'échantillon" (puisqu'on calcule la moyenne (ou l'espérance) des valeurs {\displaystyle x_{i}} prises par les {\displaystyle X_{i}}).
Formellement, un estimateur ne peut prendre qu'un nombre fixe n d'arguments. En pratique, on considère généralement une suite d'estimateurs {\displaystyle {\hat {\theta }}_{n}} pour chaque taille d'échantillon, qu'on appelle également estimateur.
Un estimateur ne doit évidemment jamais dépendre de {\displaystyle \theta }, il ne dépend que des observations empiriques (i.e. de la réalisation de l'échantillon).

## Qualité d'un estimateur
Un estimateur {\displaystyle {\hat {\theta }}} étant une fonction de variables aléatoires, il est possible de calculer son espérance {\displaystyle \mathbb {E} ({\hat {\theta }})} et sa variance {\displaystyle \operatorname {Var} ({\hat {\theta }})}. L'objectif est donc de maîtriser l'erreur commise par l'estimateur {\displaystyle {\hat {\theta }}} par rapport à la vraie valeur du paramètre à estimer {\displaystyle \theta }. Un estimateur est parfois interprété comme une variable aléatoire par abus de langage mais cela peut prêter à confusion.

### Biais
Une variable aléatoire fluctue autour de son espérance. On peut donc souhaiter que l'espérance de {\displaystyle {\hat {\theta }}} soit égale à {\displaystyle \theta }, autrement dit qu'en « moyenne » l'estimateur ne se trompe pas.
Définition —  {\displaystyle \operatorname {Biais} ({\hat {\theta }})\equiv \mathbb {E} [{\hat {\theta }}]-\theta }
Lorsque l'espérance {\displaystyle \mathbb {E} ({\hat {\theta }})} de l'estimateur égale {\displaystyle \theta }, i.e. le biais est égal à zéro, l'estimateur est dit sans biais.
Par exemple, l'estimateur {\displaystyle {\frac {1}{n}}(X_{1}+X_{2}+\dots +X_{n})} de l'espérance de X vu ci-dessus est un estimateur sans biais. Dit autrement : l'espérance de la variable  "espérance de l'échantillon" est égale à l'espérance de X.
Dans la première édition de son ouvrage Dynamic programming, Richard Bellman s'en prend violemment à la recherche trop systématique des estimateurs sans biais, en rappelant à l'aide d'exemples que des estimateurs biaisés peuvent avoir une convergence plus rapide, et donc une plus grande efficacité pratique.

### Erreur quadratique moyenne
L'erreur quadratique moyenne (mean squared error en anglais) est l'espérance du carré de l'erreur entre la vraie valeur et sa valeur estimée.
Définition — {\displaystyle \operatorname {MSE} ({\hat {\theta }})\equiv \mathbb {E} \left(({\hat {\theta }}-\theta )^{2}\right).}

### Convergence
On souhaite aussi pouvoir, en augmentant la taille de l'échantillon, diminuer l'erreur commise en prenant {\displaystyle {\hat {\theta }}} à la place de θ. Si c'est le cas, on dit que l'estimateur est convergent (on voit aussi consistant), c'est-à-dire qu'il converge vers sa vraie valeur. La définition précise en mathématique est la suivante : 
Définition —  L'estimateur {\displaystyle {\hat {\theta }}_{n}} est convergent s'il converge en probabilité vers θ, soit : {\displaystyle \forall \,\varepsilon >0,\lim _{n\to \infty }\mathbb {P} (|{\hat {\theta }}_{n}-\theta |>\varepsilon )=0}.
On l'interprète comme le fait que la probabilité de s'éloigner de la valeur à estimer de plus de ε tend vers 0 quand la taille de l'échantillon augmente.
Il existe enfin un type de convergence plus forte, la convergence presque sûre, définie ainsi pour un estimateur :
Définition — L'estimateur {\displaystyle {\hat {\theta }}_{n}} est fortement convergent s'il converge presque sûrement vers θ, soit : {\displaystyle \mathbb {P} \left(\lim _{n\to \infty }{\hat {\theta }}_{n}=\theta \right)=1}
Exemple : La moyenne empirique est un estimateur convergent de l'espérance d'une variable aléatoire. La loi faible des grands nombres assure que la moyenne converge en probabilité vers l'espérance et la loi forte des grands nombres qu'elle converge presque sûrement.

### Efficacité
La variable aléatoire fluctue autour de son espérance. Plus la variance {\displaystyle \operatorname {Var} ({\hat {\theta }})} est faible, moins les variations sont importantes. On cherche donc à ce que la variance soit la plus faible possible. Un estimateur sans biais pour lequel la borne de Cramér-Rao devient égalité est dit efficace.

### Robustesse
Il arrive que lors d'un sondage, une valeur extrême et rare apparaisse (par exemple un enfant de 10 ans mesurant 1,80 m). On cherche à ce que ce genre de valeur ne change que de manière très faible la valeur de l'estimateur. On dit alors que l'estimateur est robuste.
Exemple : En reprenant l'exemple de l'enfant, la moyenne n'est pas un estimateur robuste car ajouter l'enfant très grand modifiera beaucoup la valeur de l'estimateur. La médiane par contre n'est pas modifiée dans un tel cas.
Il existe différents outils pour caractériser la robustesse d'un estimateur. On peut par exemple regarder sa fonction d'influence, quantifiant le biais induit par une proportion infinitésimale de valeurs extrêmes, ou bien sa fonction de changement de variance.

## Estimateurs classiques
On se placera dans le cas simple d'un tirage aléatoire de n individus dans une population en comportant N. On s'intéresse au caractère quantitatif Y de moyenne Y et de variance Var(Y). Dans l'échantillon tiré, le caractère quantitatif est y, sa moyenne est y et sa variance est {\displaystyle \sigma ^{2}={\frac {1}{n}}\sum _{i=1}^{n}(y_{i}-{\overline {y}})^{2}}. Les valeurs y et σ2 varient selon l'échantillon et sont donc des variables aléatoires possédant chacune une espérance, une variance et un écart type.

### Estimateur de la moyenne deY
On prend en général comme estimateur de Y la valeur : 
{\displaystyle {\overline {y}}={\frac {1}{n}}\sum _{i=1}^{n}y_{i}}.
appelée moyenne empirique de Y. On démontre que c'est un estimateur sans biais, c'est-à-dire que {\displaystyle \mathbb {E} ({\overline {y}})={\overline {Y}}}

### Estimateur de la variance deY
On pourrait penser que σ2 est un bon estimateur de Var(Y). Cependant des calculs prouvent que cet estimateur est biaisé, l'espérance de σ2 est toujours inférieure à Var(Y).
On prouve qu'un estimateur sans biais de Var(Y) est :
- {\displaystyle {\frac {n}{n-1}}\sigma ^{2}} dans le cas de tirage avec remise[3],
- {\displaystyle {\frac {N-1}{N}}{\frac {n}{n-1}}\sigma ^{2}} dans le cas de tirage sans remise[4] (qui vaut bien σ2 lorsque n = N : l'échantillon est identique à la population, donc on mesure la variance réelle).

On peut remarquer que, pour N grand, le calcul avec remise et le calcul sans remise donnent des résultats presque équivalents (le quotient N – 1/N est alors proche de 1). On prend donc en général, pour estimateur sans biais de V(Y) la valeur :
{\displaystyle s^{2}={\frac {1}{n-1}}\sum _{i=1}^{n}(y_{i}-{\overline {y}})^{2}}
appelée variance empirique sans biais de Y.

### Efficacité, convergence et intervalle de confiance
La manière dont y fluctue autour de son espérance {\displaystyle \mathbb {E} (Y)} dépend de sa variance Var(y). Cette variance se calcule grâce à Var(Y).
- {\displaystyle V({\overline {y}})={\frac {V(Y)}{n}}} dans le cas d'un tirage avec remise,
- {\displaystyle V({\overline {y}})={\frac {N-n}{N-1}}{\frac {V(Y)}{n}}} dans le cas d'un tirage sans remise (qui vaut bien 0 lorsque n = N : l'échantillon est identique à la population, donc on mesure la moyenne réelle, donc l'incertitude de la mesure est nulle).

On peut remarquer que, pour N très grand devant n, les deux valeurs sont très voisines. Par la suite, on ne s'intéressera donc qu'au cas du tirage avec remise en considérant que N est très grand.
On s'aperçoit que plus n est grand, plus V(y) est petit. Donc, plus la taille de l'échantillon est grande, plus l'estimateur y est efficace.
L'inégalité de Bienaymé-Tchebychev précise que, pour tout réel strictement positif ε,
{\displaystyle \mathbb {P} \left(|{\overline {y}}-{\overline {Y}}|>\varepsilon \right)\leq {\frac {V({\overline {y}})}{\varepsilon ^{2}}}}
donc que 
{\displaystyle \mathbb {P} \left(|{\overline {y}}-{\overline {Y}}|>\varepsilon \right)\leq {\frac {V(Y)}{n\varepsilon ^{2}}}}
Or {\textstyle {\frac {V(Y)}{n\varepsilon ^{2}}}} converge vers 0 quand n tend vers l'infini. Il en est de même de {\displaystyle \mathbb {P} (|{\overline {y}}-{\overline {Y}}|>\varepsilon )} : l'estimateur y est convergent.
Enfin, il résulte du théorème central limite que pour n relativement grand, la variable aléatoire y suit (approximativement) une loi normale d'espérance Y et de variance V(Y)/n, variance que l'on peut estimer être voisine de s2/n. Pour toute loi normale, dans 95 % des cas, la variable aléatoire s'éloigne de son espérance de moins de deux fois son écart type. Dans le cas du sondage, cela signifie qu'il y a 95 % de chances que l'estimateur y s'éloigne de Y de moins de {\textstyle {\frac {2s}{\sqrt {n}}}}. L'intervalle {\textstyle \left[{\overline {Y}}-{\frac {2\sigma (Y)}{\sqrt {n}}},{\overline {Y}}+{\frac {2\sigma (Y)}{\sqrt {n}}}\right]} est appelé intervalle de confiance à 95 %. On peut remarquer que, pour diviser par 10 la longueur de l'intervalle de confiance, ce qui consiste à augmenter la précision de l'estimateur, il faut multiplier par 102 = 100 la taille de l'échantillon.
On parle souvent de la précision d'une enquête : c'est le rapport {\textstyle {\frac {\sigma ({\overline {y}})}{\overline {Y}}}} entre l'écart type et la moyenne de la variable aléatoire y. Si l'enquête est précise à 2 % par exemple, c'est que ce rapport est de 2 %. Cela signifie que l'intervalle de confiance à 95 % est de [0,96 Y ; 1,04 Y]

### Influence des techniques de sondages sur les estimateurs
Découper la population en strates homogènes peut réduire de manière significative la valeur de la variance de l'estimateur et donc le rendre plus efficace.
Utiliser un tirage aléatoire à probabilités inégales, procéder à un sondage en plusieurs étapes ou par grappe change évidemment les formules calculées précédemment.
Enfin, l'utilisation d'informations auxiliaires permet parfois d'effectuer une correction sur l'estimateur pour le rapprocher de la valeur réelle.

## Construction d'estimateurs

### Méthode du maximum de vraisemblance
Comme son nom l'indique, cette méthode consiste à maximiser une fonction appelée fonction de vraisemblance, contenant le paramètre que l'on souhaite estimer. Elle aura ainsi de fortes chances d'être très proche de ce paramètre.
La fonction de vraisemblance, au vu d'un n-échantillon (x1,...,xi,...,xn) :
{\displaystyle L(x_{1},\dots ,x_{i},\dots ,x_{n};\theta )=f(x_{1};\theta )\times f(x_{2};\theta )\times \dots \times f(x_{n};\theta )=\prod _{i=1}^{n}f(x_{i};\theta )}
L'estimateur obtenu par cette méthode est généralement le meilleur possible, mais cela peut être fastidieux et surtout nécessite de maîtriser des règles mathématiques plus difficiles que la méthode des moments (voir ci-dessous).

### Méthode des moments
La méthode des moments permet d'estimer des paramètres : pour cela, on pose l'égalité entre moments théoriques et empiriques correspondants puis, en résolvant les équations écrites, on exprime les paramètres en fonction de ces moments.

## Estimateurs et loi de probabilité
Le fait de pouvoir estimer une espérance et une variance permet alors d'estimer les paramètres d'une loi de probabilité (loi normale, loi de Poisson, etc.).
En probabilité, on cherche parfois à valider une loi de probabilité théorique à l'aide d'une expérience statistique. Dans le cas d'une variable discrète finie, on prend comme estimateur de chaque probabilité pk, la fréquence fk dans l'échantillon. Les valeurs fk étant des variables aléatoires, il est normal que ces estimateurs ne coïncident pas complètement avec les valeurs pk. Pour vérifier si les différences trouvées sont significatives ou non, on effectue des tests d'adéquations dont le plus connu est le test du χ².